# 보스니아 헤르체고비나의 역사
보스니아 헤르체고비나의 역사는 발칸반도의 동남유럽에 있는 보스니아 헤르체고비나의 역사를 설명하는 문서이다. 신석기 시대부터 영구적인 정착지를 가지고 있었다. 초기 역사적 시기까지 일리리아인과 켈트족이 거주했다. 기독교는 1세기에 도착했고, 4세기까지 그 지역은 서로마 제국의 일부가 되었다. 게르만족이 곧 침략했고, 6세기에 슬라브족이 그 뒤를 이었다.
1136년, 벨러 2세는 보스니아를 침공했고, 그의 아들인 라슬로 2세를 위한 명예 칭호로서 "보스니아의 금지령"이라는 칭호를 만들었다. 이 시기 동안, 보스니아는 사실상 자치적이 되었고, 결국 1377년에 왕국으로 선포되었다. 오스만 제국은 1463년에 뒤따랐고 400년 이상 지속되었다. 그들은 정치와 행정 체계에 큰 변화를 일으켰고, 토지 개혁을 도입했고, 계급과 종교적인 구분을 도입했다. 일련의 봉기는 1831년에 시작되었고, 그것은 1875년에 광범위한 농민 봉기인 헤르게오비니아의 반란으로 끝이 났다. 그 갈등은 결국 오스만 제국으로 하여금 1878년 베를린 조약을 통해 오스트리아-헝가리에게 나라의 행정을 넘겨주도록 강요했다.
1929년 유고슬라비아 왕국의 설립은 의도적으로 모든 역사적, 민족적 노선을 피하고 보스니아 정체성의 흔적을 제거한 유고슬라비아 왕국에 행정 구역의 재편성을 가져왔다. 유고슬라비아 왕국은 제2차 세계 대전에서 추축국에 의해 정복되었고, 보스니아는 광범위한 박해와 집단학살을 초래한 크로아티아 독립국에 양도되었다.
추축국의 패배 이후, 보스니아 헤르체고비나는 유고슬라비아 연방 인민 공화국 내의 연방 단위가 됨으로써 현재의 국경을 이루었고, 후에 1963년에 유고슬라비아 사회주의 연방공화국으로 이름이 바뀌었다. 유고슬라비아의 해체 이후, 1992년에 약 100,000명의 사망자와 200만 명의 난민을 발생시킨 3년간의 전쟁이 시작되었다. 이 나라가 독립 국가가 된 것은 바로 이 때였다.

## 선사시대 및 로마시대
보스니아는 신석기 시대부터 사람들이 거주해왔다. 청동기 시대 후기에 신석기 시대의 인구는 일리리아인으로 알려진 더 전쟁 같은 원시 인도유럽인으로 대체되었다. 기원전 4세기와 3세기에 켈트족이 이주하면서 많은 일리리아인이 이전 땅에서 쫓겨났지만 일부 켈트족과 일리리아인은 혼합되었다. 이 시기에 대한 구체적인 역사적 증거는 부족하지만 전반적으로 이 지역에는 서로 다른 언어를 사용하는 여러 다른 민족이 살고 있었던 것으로 보인다.
2세기 말에 이미 기독교가 이 지역에 들어왔고, 그 당시의 수많은 유물과 물건들이 이를 증언한다. 서로마 제국이 분열한 337년과 395년의 사건들에 이어 달마티아와 판노니아 속주도 서로마 제국에 포함되었다. 455년에 동고트족이 이 지역을 정복했고, 이후에도 알란인과 훈족 사이에 손을 맞댔다.

## 유고슬라비아
1950년대와 1960년대의 대부분 동안 인민 공화국 내에서 중심적인 지리적 위치 때문에 1970년대에는 보스니아의 강력한 정치 엘리트가 부상했다. 공산주의 체제 내에서 일하는 동안 졔말 비예디치, 브란코 미쿨리치, 함디자 포즈데라크와 같은 정치인들은 보스니아 헤르체고비나의 주권을 강화하고 보호했다. 그들의 노력은 1980년 요시프 브로즈 티토가 사망한 후 격동의 시기에 중요한 것으로 증명되었고, 오늘날 보스니아 독립을 향한 초기 단계 중 일부로 여겨진다. 그러나 공화국은 손상 없이 점점 더 민족주의적으로 변하는 당시의 기후를 벗어날 수 없었다.

## 독립 및 보스니아 전쟁
1990년 11월 18일과 25일에 치러진 최초의 다당제 의회 선거는 공산주의자들을 권력에서 축출하기 위해 느슨한 연합을 구성한 민족 기반의 세 정당이 지배하는 국민의회로 이어졌다. 크로아티아와 슬로베니아의 이후 독립 선언과 그에 따른 전쟁으로 보스니아 헤르체고비나와 그 세 구성 민족은 난처한 처지에 빠졌다. 유고슬라비아 연방에 계속 머물 것인지(세르비아인들 사이에서 압도적인 지지) 독립을 추구할 것인지(보스니아인들과 크로아티아인들 사이에서 압도적인 지지) 문제에 대한 상당한 분열이 곧 전개되었다. 1991년 10월 15일 주권 선언에 이어 1992년 2월 29일과 3월 1일 유고슬라비아로부터의 독립을 위한 국민투표가 실시되었다. 보스니아 세르비아계 대다수는 국민투표를 거부했고, 투표율 64%, 그 중 98%가 찬성했다. 보스니아 헤르체고비나는 1992년 3월 3일 독립 국가가 되었다.

### 일반사
- Oriental Institute Sarajevo
- Bosniak Institute Sarajevo 보관됨 2017-06-03 - 웨이백 머신
- Bosnian Institute
- About the Slavic, East European and Central Asian Collection at Yale University Library (Excellent web source)
- General sources for the study of Bosnian Civilization
- Brief history of Bosnia and Herzegovina
- History of Bosnia and Herzegovina: Primary Documents
- A Brief History of Bosnia-Herzegovina by Andras Riedlmayer, Harvard University
- WWW-VL: History: Bosnia & Herzegovina
- Timeline: Bosnia-Hercegovina at BBC News

### 보스니아 전쟁 및 전후사
- John K. Cox: Teaching about Conflict and Crisis in the Former Yugoslavia: The Case of Bosnia-Hercegovina 보관됨 9 1월 2022 - 웨이백 머신
- TIME Daily short timeline of Bosnian conflict
- OHR ethnic maps of Bosnia and Herzegovina
- Washington Post: An overview of war
- Bosnia: a single country or an apple of discord?, Bosnian Institute, 12 May 2006